# Pueblo hema

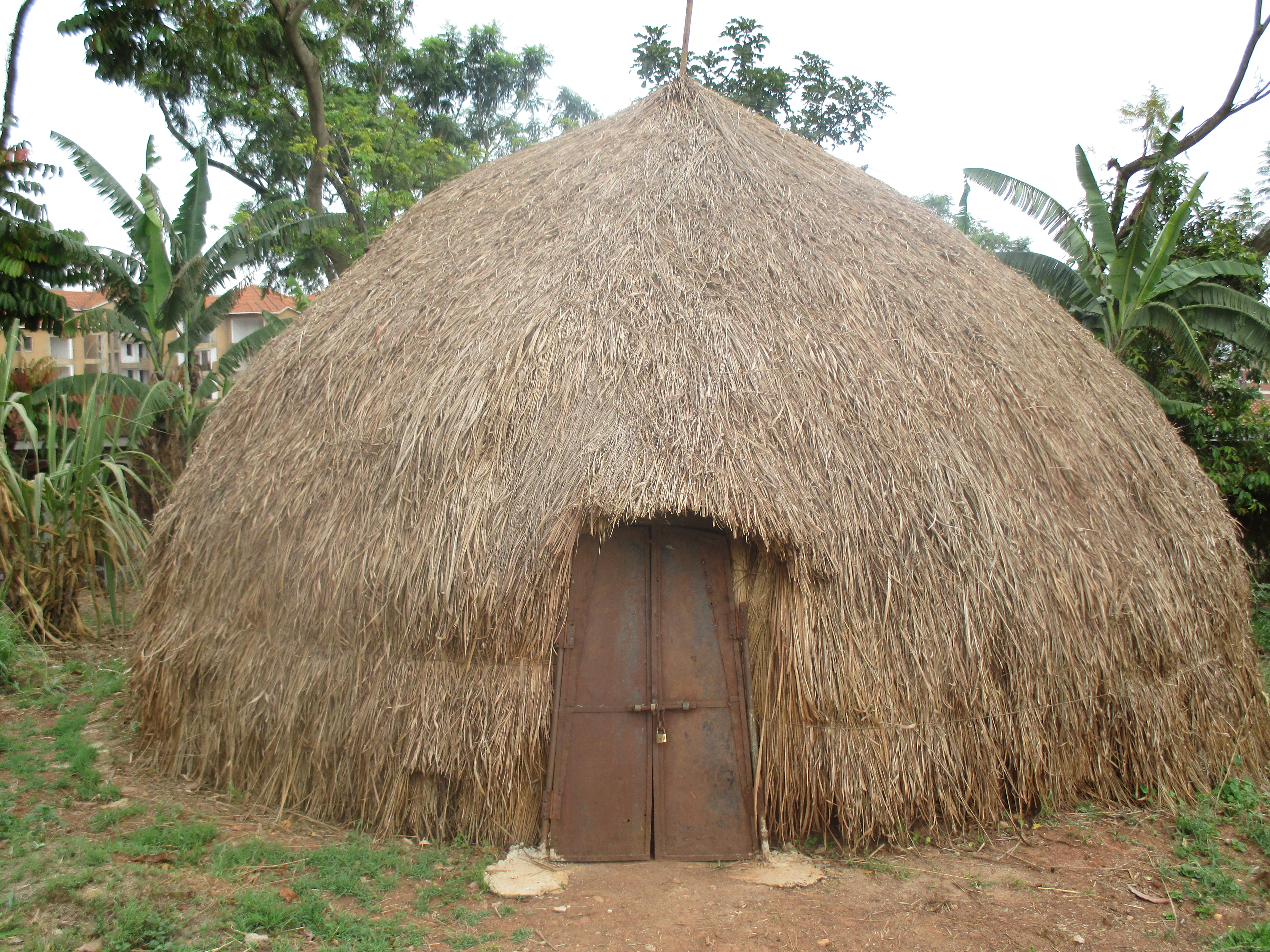
Casa Hima

El pueblo hema es un grupo étnico que cuenta con una población de alrededor de 160.000 personas. Su área geográfica de asentamiento es la zona nororiental de la República Democrática del Congo, más concretamente la región de Ituri y la provincia Orientale. Asimismo, hay asentamiento hema en el oeste de Uganda y Ruanda.
El trato preferente que les ha dado el gobierno ugandés ha sido una de las causas del estallido de conglictos étnicos en Ituri. Los hema se dedican al pastoreo.
Los hema del norte hablan el lendu, el idioma de la etnia vecina, los lendu. Los hema del sur todavía conservan su propio idioma, el hema, que pertenece a la familia lingüística bantú.
Estrictamente hablando, la lengua hema es un dialecto del nyoro, que se habla en Uganda occidental. Los hema eran pastores de Bunyoro que migraron al Zaire durante el siglo XIX. También se asemejan y están muy relacionados con los hablantes del dialecto hima del nyankore. Mantienen una relación lingüística más alejada con lo idiomas ganda y soga de Uganda central.
- Datos: Q1604701
- Multimedia: Hima people / Q1604701